# Salah Mohsen
Salah Mohsen (arabisch صلاح محسن; * 1. September 1998) ist ein ägyptischer Fußballspieler.

## Karriere

### Verein
Mohsen begann seine Karriere beim ENPPI Club. Im Oktober 2016 debütierte er für ENPPI in der Egyptian Premier League, als er am fünften Spieltag der Saison 2016/17 gegen den Tanta SC in der 82. Minute für Ahmed Fatouh eingewechselt wurde. Seinen ersten Treffer für ENPPI erzielte er im Februar 2017, als er am 20. Spieltag beim 3:3-Unentschieden gegen den Misr Lel-Makkasa SC zum zwischenzeitlichen 3:2 einnetzte. 2018 wechselte er zu Rekordmeister Al Ahly SC.

### Nationalmannschaft
Mohsen debütierte im August 2017 für die ägyptische Nationalmannschaft, als er im Qualifikationsspiel zur African Nations Championship 2018 gegen Marokko in der 69. Minute für Ahmed Daouda ins Spiel gebracht wurde.